# Yumare
Yumare, es la ciudad capital del Municipio Manuel Monge, del estado Yaracuy.  Tiene una extensión de 474 km² y cuenta una población de 18 982 habitantes con base al censo realizado en el año 2015. Se ubica al noreste del estado, a 44 km de San Felipe, capital de Yaracuy.
Conforme a la División Político-Territorial del Estado Yaracuy, establecida en la Gaceta Oficial Año LXXXV-Mes II, del 5 de noviembre de 1993, la ciudad pasó a ser la capital del municipio autónomo Manuel Monge. Antes de esta fecha, su situación geopolítica estaba vinculada al municipio Bolívar. 

## Toponimia
De acuerdo con Oropeza Ybrain, citando a Freitez Raúl, el nombre de Yumare en lengua de los indígena que habitaban la zona, significa bambú.

## Geografía
Los límites geográficos de Yumare están definidos por diversos puntos de referencia naturales y estructurales. Al norte, el poblado está delimitado por el río Aroa, atravesado por el puente Simón Bolívar, que conecta la capital del municipio con el eje par de la Colonia Agrícola de Yumare.
Hacia el sur, se encuentra la manga de coleo de la localidad, sirviendo como frontera entre el área urbana y una extensa zona de tierras cultivadas. En el este, la vía Albarico-Yumare marca el límite, en una zona conocida como El Caney de Gualberto. Finalmente, al oeste, la localidad alcanza su frontera en los linderos del antiguo Teatro de Operaciones del Ejército venezolano (TO 5).
El poblado se encuentra situado en el valle medio del río Aroa, entre las sierras montañosas del sistema del sistema montañoso Aroa-Albarico y la Reserva Forestal del Tocuyo, conocido como los Charales. Posee una altitud promedio de 60 m s. n. m.
Vale destacar que por la cercanía al río mencionado, el poblado se encuentra sometido  a inundaciones periódicas producidas por fuertes precipitaciones, combinadas con la topografía casi plana y la presencia de importantes cursos o caudales de agua. Estas inundaciones provocan grandes daños a todos los poblados de la colonia agrícola, sobre todo a los cultivos y animales.

### Relieve
Tanto la población de Yumare como en toda la Colonia agrícola, se presentan varios tipos de paisajes, entre los que se destacan el intervenido, el montañoso, piedemontino y de planicie aluvial. En las áreas montañosas y piedemontinas las pendientes se ubican entre 30 y 50%; en las áreas intermedias o de planicie alcanzan pendientes mínimas entre 0 y 5%. Se destacan los suelos fluvisoles.

### Hidrografía
Tanto el poblado como la Colonia Agrícola de Yumare que la circunscribe, se encuentran enclavada en la cuenca del río Aroa, segundo río en importancia sobre suelo yaracuyano el cual se extiende a través de un área de 2450 km² y tiene un cauce principal de unos 130 km de longitud, el cual se origina en el flanco norte de la sierra de Aroa —fila Guamaral, cerro Palo Negro, situado a 1400 m s.n.m.—, el cual atraviesa el municipio Manuel Monge hasta desembocar en el lugar conocido como Boca de Aroa, situada en el Golfo triste. Es de hacer notar que el poblado se nutre de acuíferos existentes en el subsuelo, provenientes de uno de los tres acuíferos geológicos del estado Yaracuy, lo que genera la utilización de pozos que ofrecen el vital líquido con surtidos entre 10 a 50 litros por segundo.

### Clima
Presenta una temperatura media anual entre 25,7 °C y 26,3 °C, pero alcanza máximas de 35,6 °C, y mínimas de 19,7 °C, con una precipitación anual promedio de 1467 milímetros.

## Economía
La población de Yumare realiza actividades insertas en los distintos sectores de la economía, evidenciándose en su contorno, la producción de naranja, caña de azúcar y pasto para la alimentación del ganado, principalmente bovino.
En relación con el sector secundario, resalta la producción de quesos blancos y sueros, dada la importante producción de lácteos en la región. Se conoce que una de las mayores zonas productoras lácteas de la localidad se sitúa en Los Charales con un promedio semanal de 30 000 kilos de queso, según el Instituto de Fortalecimiento Social y Económica (IAFSE) de la Alcaldía de Manuel Monge.
Con respecto al sector terciario, la localidad concentra la mayor cantidad de locales comerciales que ofrece alimentos y víveres en general a toda la colonia agrícola. Igualmente se observa la concentración de poderes públicos como la Alcaldía del municipio y los servicios a la comunidad que ella ofrece. La población cuenta con un pequeño terminal de pasajeros en donde las rutas rurales y urbanas se combinan para el traslado de los habitantes. Existe dentro de las instalaciones del terminal, una pequeña agencia bancaria. No existe en todo el municipio cajeros electrónicos.